# Paraceroys
Paraceroys is een geslacht van Phasmatodea uit de familie Heteronemiidae. De wetenschappelijke naam van dit geslacht is voor het eerst geldig gepubliceerd in 2011 door Conle, Hennemann & Gutiérrez.

## Soorten
Het geslacht Paraceroys  is monotypisch en omvat slechts de volgende soort:
- Paraceroys quadrispinosus (Redtenbacher, 1906)